# Hugo Wolf
Hugo Filipp Jakob Wolf (Windischgraz, Imperio austríaco, 13 de marzo de 1860-Viena, Imperio austrohúngaro, 22 de febrero de 1903) fue un compositor austríaco de origen esloveno, que vivió durante los años finales del siglo XIX en Viena. Entusiasta seguidor de Richard Wagner, se mezcló en las disputas existentes en Viena, por aquel entonces, entre wagnerianos y formalistas o brahmsianos. Fue una persona muy entusiasta, pero muy desequilibrada también.
Destacó en el género de la «canción» (lied), en el que publicó varias antologías de poemas agrupados por el nombre de poetas de los que estaban tomadas: 
- Mörike (más de 50 lieder)
- Eichendorff
- Goethe

En torno a 1888, las tres cuartas partes de su catálogo eran de canciones (más de 200). 
Aparte de estos tres ciclos de lieder, también compuso lieder en torno a poemas basados en textos españoles e italianos, traducidos al alemán:
- Spanisches Liederbuch (Libro de canciones españolas)
- Italienisches Liederbuch (Libro de canciones italianas)

El romanticismo  tradicional estaba cansado de los temas nórdicos, y su lugar fue ocupado por lo meridional, la parte sur de Europa. 
Su obra Das verlassene Mägdlein (La damisela abandonada) es una pieza muy corta, pero en ella se condensa el drama wagneriano de forma notable. De ritmo troqueo, cambio de modo según el cambio anímico. 
Además de lieder, compone igualmente Serenata Italiana para orquesta de cámara (o cuarteto de cuerda), un poema sinfónico Penthesilea, una ópera completa Der Corregidor inspirada en el mismo texto de Pedro Antonio de Alarcón que Manuel de Falla utilizó para su ballet El sombrero de tres picos. 
El escritor Thomas Mann tomó ciertos rasgos biográficos de Wolf para crear el personaje de Adrian Leverkuhn en la novela Doktor Faustus.

## Lieder
- Liederstrauß (1878), sobre siete textos de Heine
- Mörike-Lieder (1888), sobre textos de Eduard Mörike
- Eichendorff-Lieder (1889), sobre textos de Joseph Freiherr von Eichendorff
- Goethe-Lieder (1890), sobre textos de Goethe
- Dem Vaterland (1890), sobre un texto de Robert Reinick
- Spanisches Liederbuch, sobre textos de Paul Heyse y Emanuel Geibel (1891)
- Italienisches Liederbuch, sobre textos de Paul Heyse (1892, 1896)
- Michelangelo Lieder (1897), sobre textos de Miguel Ángel